# Henriëtte Sablairolles

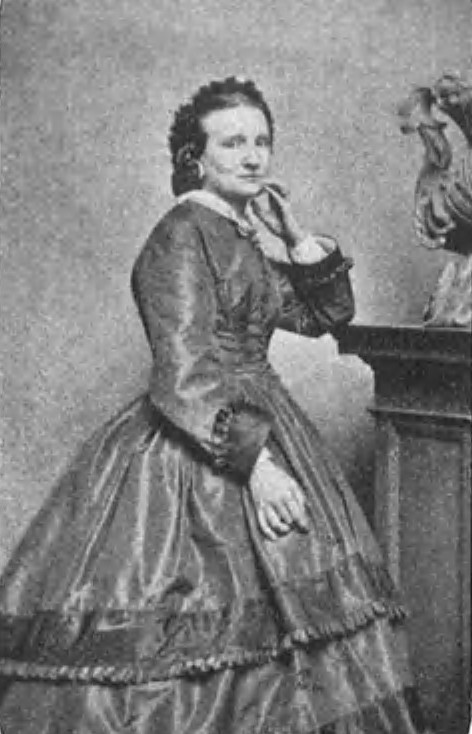
Henriëtte Sablairolles in 1900

Henriëtte Jacqueline Sablairolles (Den Haag, 30 juli 1833 – Oostvoorne, 29 juni 1890) was een Nederlands toneelactrice en operettezangeres.
Ze was dochter van toneelspeler Jacob Hendrik Sablairolles en Johanna Scholten. Ze had een jongere tweelingzus Jacqueline Henriëtte Sablairolles (1833-1834); zussen Sophie Sablairolles en Wilhelmina Gerretje Sablairolles en Suzanna Sablairolles stonden ook op de planken. Zelf trouwde ze in 1854 onder getuige van drie acteurs met acteur Willem van Korlaar (1826-1871) en na zijn dood hertrouwde ze in 1872 met toneelspeler Arend Frederik Bruijn uit Nederlands-Indië, destijds werkzaam bij Boas & Judels, die in 1875 overleed. Het eerste huwelijk gaf meerdere kinderen, doch twee daarvan werden volwassen. Zoon Willem van Korlaar sr. en schoondochter Louise van Korlaar-van Dam waren werkzaam in de toneelwereld.
Henriëtte Sablairolles werd vlak na haar geboorte halfwees; vader overleed op 1 augustus 1833 aan cholera. De vele kinderen noopten moeder costumière te worden bij het "Zuid-Hollandsche Tooneelisten", een theatertroep in en om Den Haag. Dat bracht met zich mee dat Henriëtte ook vroeg op de planken stond; ze werd als zeventienjarige ingeschakeld bij kinderrollen en travestierollen bij "Hoedt en Bingley" in Den Haag. Al snel verhuisde ze naar Amsterdam, trad toe tot "Boas & Judels" van het Salon de Variétés in de Amstelstraat, leerde er haar man kennen en trouwde in 1854. Den Haag liet echter niet los, mede omdat haar zus Mina Sablairolles getrouwd was met een theaterdirecteur Valois. Ze speelde vooral serieuze stukken of juist het tegenovergestelde (karikatuur). Ook nam ze deel in operettes. Het opvoeden (en verliezen van) kinderen leidde waarschijnlijk tot een rustiger theaterleven. Toch zijn optredens van haar bekend bij "Theatergezelschap De Boer". Ook baatte ze in die tijd een pension voor acteurs uit in de Ferdinand Bolstraat in De Pijp.
Vanaf 1881 was ze in de omgeving van Rotterdam te vinden; ze sloot zich aan bij het gezelschap van de Kleine Komedie, gevestigd aan de Coolsingel. Ze zou daarna nog aangenomen worden bij het gezelschap van haar zoon in de Tivoli Schouwburg, maar ze overleed onverwachts in haar zoons woning in Oostvoorne. Haar laatst bekende optreden was een nieuwjaarsuitvoering van De bruiloft van Kloris en Roosje (rol Pieternel) met en onder Alex Faassen (rol Thomavaer). Daarna vonden in april nog een aantal benefietoptredens plaats ten behoeve van haar.
Henriette werd 56 jaar; er waren al voorbereidingen voor (kleine) festiviteiten rond haar 40-jarig jubileum als actrice. Ze had haar vier zussen al verloren, als ook haar twee echtgenoten en een aantal kinderen. Toch sprak men destijds nog van “onverzwakten ijver”; anderen hielden het op zeer verdienstelijk actrice. Haar naam werd opgenomen in 1001 vrouwen uit de Nederlandse geschiedenis. 